# Baia dell'Abbondanza
La baia dell'Abbondanza (Bay of Plenty in inglese, Te Moana-a-Toi in māori) è un ampio golfo sulla costa settentrionale dell'Isola del Nord della Nuova Zelanda. Il nome della baia, coniato da James Cook in contrapposizione alla vicina Baia della Povertà, riflette l'abbondanza delle risorse naturali del suo entroterra. La maggioranza della sua costa appartiene alla regione amministrativa di Baia dell'Abbondanza, che include inoltre diverse isole della baia e l'entroterra.

## Geografia
La baia comprende un ampio tratto di costa lungo circa 259 chilometri che si estende dalla penisola di Coromandel a ovest fino a Capo Runaway a est. Nella sua sezione occidentale si trova il porto di Tauranga, principale centro abitato della regione. Nella baia sfociano otto fiumi principali: Wairoa, Kaituna, Tarawera, Rangitaiki, Whakatāne, Waioeka, Motue, Raukokore.